# Scobicia suturalis
Scobicia suturalis är en skalbaggsart som först beskrevs av Horn 1878.  Scobicia suturalis ingår i släktet Scobicia och familjen kapuschongbaggar. Inga underarter finns listade i Catalogue of Life.